# Santopadre
Santopadre – miejscowość i gmina we Włoszech, w regionie Lacjum, w prowincji Frosinone.
Według danych na rok 2004 gminę zamieszkiwało 1649 osób, 78,5 os./km².